# بيتر جوزيف شيلدز
بيتر جوزيف شيلدز (بالإنجليزية: Peter Joseph Shields)‏ هو قاضي أمريكي، ولد في 4 أبريل 1862، وتوفي في 28 سبتمبر 1962.